# (1691) Оорт
(1691) Оорт (нем. Oort) — типичный астероид главного пояса, который был открыт 9 сентября 1956 года немецким астрономом Карлом Рейнмутом и голландским астрономом И. ван Хаутен-Груневельд в обсерватории Хайдельберг в Германии и назван в честь нидерландского астронома Яна Оорта.

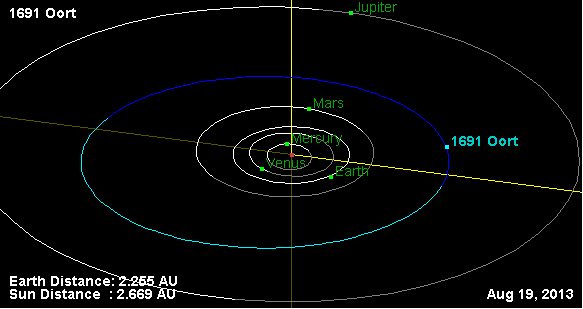
Орбита астероида Оорт и его положение в Солнечной системе